# Kecamatan Wori
Kecamatan Wori är ett distrikt i Indonesien.   Det ligger i provinsen Sulawesi Utara, i den nordöstra delen av landet, 2 200 km öster om huvudstaden Jakarta. Kecamatan Wori ligger på ön Pulau Manterawu.